# Leaving Eden
Leaving Eden è il quarto album in studio del gruppo musicale britannico Antimatter, pubblicato nel 2007.

## Tracce
1. Redemption
2. Another Face in a Window
3. Ghosts
4. The Freak Show
5. Landlocked
6. Conspire
7. Leaving Eden
8. The Immaculate Misconception
9. Fighting for a Lost Cause